# Lucia Elizabeth Vestris

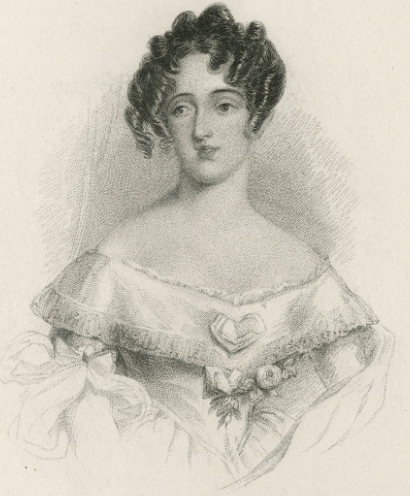
Lucia Elizabeth Vestris

Lucia Elizabeth Vestris, auch bekannt unter Madame Vestris, (* 3. März 1797 in London; † 8. August 1856 ebenda) war eine englische Schauspielerin und Sängerin (Alt) mit deutsch-italienischen Wurzeln.

## Leben
Vestris entstammt einer Künstlerfamilie: ihr Vater war der italienische Kunsthändler Gaetano Bartolozzi (1757–1821), ihre Mutter die deutsche Pianistin Theresa Jansen (um 1770–1843). Der italienische Kupferstecher Francesco Bartolozzi (1728–1815) war ihr Großvater.
Im Frühjahr 1798 verkaufte ihr Vater seine Kunsthandlung und ging zusammen mit seiner Familie nach Paris. Bedingt durch die politische Lage (→ Direktorium) blieb die Familie nicht lange, sondern reiste weiter über Wien nach Venedig. Dort fanden sie das Stammhaus ihrer Familie unbewohnbar; bei der Einnahme Venedigs (→Italienfeldzug) hatten Truppen von General Jean Andoche Junot das Haus und Atelier Bartolozzis vollständig geplündert und verwüstet.
Deshalb reiste die Familie Bartolozzi zurück nach London und versuchte einen Neuanfang. Ihr Vater versuchte sich als Zeichenlehrer und die Mutter gab Klavierstunden. Bedingt durch diese Umstände ging die Ehe in die Brüche und die Eltern trennten sich. Ihr Vater ging zurück nach Paris und ihre Mutter blieb zusammen mit Vestris und ihrer jüngeren Schwester in London. Zu dieser Zeit studierte Vestris Musik und nahm Tanzunterricht. Unterstützt durch ihre Lehrer folgten kleinere Auftritte, bei denen sie u. a. den französischen Tänzer Armand Vestris (um 1786–1825) kennenlernte und ihn 1813 in London heiratete. Zwischen 1813 und 1817 fungierte ihr Ehemann als Ballettmeister am Her Majesty’s Theatre im Westend von London. Als dieser Vertrag 1817 nicht verlängert wurde, verließ sie ihr Ehemann und ging nach Wien.
Da Vestris unter diesem Namen bereits bekannt geworden war, behielt sie diesen Namen bei; bis heute findet man sie immer noch unter Madame Vestris. 1815 hatte sie am Her Majesty’s Theatre (Haymarket) ihr Debüt in Il ratto die Proserpina. Fünf Jahre später verkörperte sie „Don Giovanni“ in Giovanni in London; diese Hosenrolle begeisterte das Publikum, die Theaterkritiker sprachen von einem Skandal. Ab 1821 ersang sie sich in einigen Opern von Gioachino Rossini Erfolg um Erfolg.
Ihre zweite Ehe ging Vestris 1838 mit dem Schauspieler Charles James Mathews (1803–1878) ein. Ihre Hochzeitsreise war eine ausgiebige Tournee nach und durch die USA. Zurück in Großbritannien übernahm Vestris zusammen mit ihrem Ehemann das Lyceum Theatre und eine weitere Spielstätte in Covent Garden. Hier inszenierte das Ehepaar Vestris zum ersten Mal seit 1605 die Komödie Verlorene Liebesmüh von William Shakespeare. Mit ihrer Verkörperung des „Oberon“ im Sommernachtstraum 1840 begründete Vestris die Tradition eines weiblichen Oberons, die bis zum Ersten Weltkrieg Bestand hatte.
In Sunshine through the clouds gab Vestries 1854 ihren Abschied von der Bühne. Sie zog sich ins Privatleben zurück und kümmerte sich um die Kinder ihrer verstorbenen Schwester. Mit 59 Jahren starb Madame Vestris 1856 in London und fand ihre letzte Ruhestätte auf dem Kensal Green Cemetery. Ihr Ehemann Charles James Mathews überlebte sie um zwanzig Jahre.

## Rollen (Auswahl)
- Anna – Il ratto die Proserpina (Peter von Winter)
- Ghita – Der seltene Fall (Vicente Martín y Soler)
- Blondchen – Die Entführung aus dem Serail (Wolfgang Amadeus Mozart)
- Dorabella – Così fan tutte (Wolfgang Amadeus Mozart)
- Cherubino – Le nozze di Figaro (Wolfgang Amadeus Mozart)
- Susanna – Le nozze di Figaro (Wolfgang Amadeus Mozart)
- Lilla – The siege of Belgrade (Stephen Storace)
- Don Giovanni – Giovanni in London (W. T. Moncrieff)
- Pippo – La gazza ladra (Gioachino Rossini)
- Malcolm – La donna del lago (Gioachino Rossini)
- Zomira – Ricciardo e Zoraide (Gioachino Rossini)
- Edoardo – Matilde di Shabran (Gioachino Rossini)
- Rosaline – Verlorene Liebesmüh (William Shakespeare)
- Oberon – Ein Sommernachtstraum (William Shakespeare)